# Tồn tại xã hội
Tồn tại xã hội là toàn bộ những sinh hoạt vật chất và những điều kiện sinh hoạt vật chất của xã hội.

## Yếu tố cấu thành
Tồn tại xã hội bao gồm những các yếu tố cơ bản: phương thức sản xuất vật chất, môi trường tự nhiên (hoàn cảnh địa lý), dân số và mật độ dân số. Trong các yếu tố cơ bản trên, phương thức sản xuất vật chất là yếu tố giữ vai trò quyết định, bởi vì, đây là yếu tố tạo ra mọi của cải vật chất đảm bảo sự tồn tại, phát triển của xã hội này.

## Vai trò
Tồn tại xã hội quyết định ý thức xã hội: tồn tại xã hội quyết định nội dung, bản chất, xu hướng vận động, phát triển của ý thức xã hội. Tồn tại xã hội thay đổi thì sớm muộn gì ý thức xã hội cũng thay đổi theo với những mức độ và nhịp điệu khác nhau. Tồn tại xã hội còn phân chia giai cấp thì ý thức xã hội cũng mang tính giai cấp.

## Bài liên quan
- Ý thức xã hội